# Podisma amedegnatoae
Podisma amedegnatoae är en insektsart som beskrevs av Fontana och Pozzebon 2007. Podisma amedegnatoae ingår i släktet Podisma och familjen gräshoppor. Inga underarter finns listade i Catalogue of Life.